# Psicopolítica
Los denominados “lavados de cerebro”, practicados a nivel individual, se consideran como una práctica psicopolítica cuando se los aplica a nivel masivo.[cita requerida] El sacerdote anticomunista Julio Meinvielle escribió: “El primer material sobre Psicopolítica fue hecho conocer en los EE. UU. en 1955 por Charles Stickley y luego en 1956 por Kenneth Goff, quienes hicieron conocer en realidad el mismo texto usado por el poderoso policía de la Unión Soviética Lavrenti Beria".

## Origen y definición
Ante la necesidad del socialismo soviético de crear el “hombre nuevo”, se buscan métodos psicológicos para la adaptación del hombre renuente a ese objetivo y también para intentar avasallar a los países enemigos. En el Manual respectivo puede leerse: “La psicopolítica es el arte y la ciencia de obtener y mantener un dominio sobre el pensamiento y las convicciones de los hombres, de los funcionarios, de los organismos y de las masas, y de conquistar a las naciones enemigas por medio del «tratamiento mental»”
“Nuestro primer paso decisivo es producir el caos máximo en la cultura enemiga. Nuestros propósitos fructifican en el caos, en la desconfianza, en la crisis económica y en la confusión científica”. “El psicopolítico debe esforzarse para producir el caos máximo en el terreno de la «cura mental». Debe reclutar y utilizar todos los organismos y medios disponibles de la «cura mental». Debe trabajar empeñosamente para aumentar sus agentes y sus elementos hasta que, por último, toda la rama de la ciencia psiquiátrica esté minada por los principios y los objetivos comunistas”.

## Otras formas utilizadas
Además de la técnica mencionada, puede incluirse en la psicopolítica la destrucción del significado de las palabras. Eric D. Butler escribió: “En 1896 el gran filósofo francés, Gustave Le Bon, publicó su pequeña pero importantísima obra “La psicología de las multitudes”, en la que hacía notar que la mayoría de las revoluciones se han hecho cambiando el significado de las palabras, de lo cual ha resultado una confusión de ideas. Una cantidad de gente repite sin pensar ciertas consignas premeditadas sin darse cuenta de sus verdaderos alcances” (De la Introducción de “Psicopolítica”).
Friedrich A. Hayek advirtió este proceso manipulador: “Si no se ha pasado personalmente por la experiencia de este proceso, es difícil apreciar la magnitud de este cambio de significado de las palabras, la confusión que causa y las barreras que crea para toda discusión racional. Hay que haberlo visto para comprender cómo, si uno de dos hermanos abraza la nueva fe, al cabo de un breve tiempo parecen hablar lenguajes diferentes, que impiden toda comunicación real entre ellos. Y la confusión se agrava porque este cambio de significado de las palabras que expresan ideales políticos no es un hecho aislado, sino un compromiso continuo, una técnica empleada consciente o inconscientemente para dirigir al pueblo. De manera gradual, a medida que avanza este proceso, todo el idioma es expoliado, y las palabras se transforman en cáscaras vacías, desprovistas de todo significado definido, tan capaces de designar una cosa como su contraria”.
El filósofo surcoreano Byung-Chul Han en su libro Psicopolítica de 2018, utiliza esta idea para referirse a las nuevas formas de control social del capitalismo tardío, las cuales en lugar de someter las voluntades de las personas las dirige hacia la voluntad del sistema de dominación neoliberal.

## Objetivos colectivos y obediencia
En el Manual de Psicopolítica utilizado en la URSS se advierte la idea colectivista de evitar toda actitud individualista negando objetivos particulares y considerando la sociedad como una persona que requiere de la colaboración de todos sus órganos para poder vivir plenamente. El individualismo se considera como una enfermedad mental que debe ser combatida o eliminada. “Así como vimos que un individuo se enferma cuando cada uno de sus órganos deja de funcionar para el conjunto, así también comprobamos que el Estado se enferma cuando los individuos no obedecen a normas rigurosamente codificadas y compulsivas”. “Hubo algunos que, en épocas menos ilustradas, indujeron al Hombre a creer que los objetivos son los que cada uno se fija y persigue por cuenta propia, y que en realidad el impulso total del Hombre hacia cosas superiores provenía de la Libertad. Debemos recordar que esos mismos que profesan tal filosofía fueron también quienes mantuvieron al Hombre en el mito de la existencia espiritual”.
“Los objetivos estatales deben ser formulados por el Estado para obtener la obediencia y cooperación de cada miembro del Estado. Un Estado sin objetivos así establecidos es un Estado enfermo. Un Estado sin el poder ni el deseo de hacer cumplir sus objetivos es un Estado enfermo. Cuando el Estado comunista imparte una orden, y no es obedecido, la consecuencia es una enfermedad. Cuando la obediencia falla, las masas sufren”.
“Los objetivos del Estado dependen de la lealtad y la obediencia para su realización. Cuando los objetivos del Estado pretenden ser interpretados, se debe a que han interferido la terquedad, la codicia, la pereza, o el individualismo feroz y la iniciativa egoísta. Se comprobará que los fines del Estado han sido obstruidos por alguna persona cuya deslealtad y desobediencia son resultado directo de su desubicación en la vida”.
“No siempre es imprescindible eliminar a dicho individuo. Es posible destruir sus tendencias opuestas a los objetivos y al beneficio del grupo. Los métodos de la psicopolítica se extienden desde la eliminación del individuo mismo hasta la mera erradicación de las tendencias que motivan su falta de cooperación” (Capítulo 4).

## Contenido del Manual de Psicopolítica
El contenido del manual dado a conocer en EE. UU. por Kenneth Goff, consta de los siguientes capítulos:
- Capítulo 1: Historia y definición de Psicopolítica
- Capítulo 2: Constitución del hombre como organismo político
- Capítulo 3: El hombre como organismo económico
- Capítulo 4: Objetivos estatales para el individuo y las masas
- Capítulo 5: Análisis de la lealtad
- Capítulo 6: La obediencia
- Capítulo 7: Anatomía de los reflejos condicionados en el hombre
- Capítulo 8: Degradación, shock y resistencia
- Capítulo 9: Organización de campañas de salud mental
- Capítulo 10: Cómo actuar ante el ataque.
- Capítulo 11: La Psicopolítica y la difusión del comunismo
- Capítulo 12: Remedios violentos
- Capítulo 13: Reclutamiento de idiotas útiles
- Capítulo 14: Destrucción de los grupos religiosos
- Capítulo 15: Peligros que deben evitarse
- Capítulo 16: Resumen

## Psicopolítica y liberalismo
En un libro titulado precisamente Psicopolítica (Editorial Herder 2014), el filósofo Byung-Chul Han asocia el uso, por parte de sectores del liberalismo, de técnicas similares a las mencionadas.  La psicopolítica es, según Han, aquel sistema de dominación que, en lugar de emplear el poder opresor, utiliza un poder seductor, inteligente (smart), que consigue que los hombres se sometan por sí mismos al entramado de dominación. En este sistema, el sujeto sometido no es consciente de su sometimiento. La eficacia del psicopoder radica en que el individuo se cree libre, cuando en realidad es el sistema el que está explotando su libertad. La psicopolítica se sirve del Big Data el cual, como un Big Brother digital, se apodera de los datos que los individuos le entregan de forma efusiva y voluntaria. Esta herramienta permite hacer pronósticos sobre el comportamiento de las personas y condicionarlas a un nivel prerreflexivo. La expresión libre y la hipercomunicación que se difunden por la red se convierten en control y vigilancia totales, conduciendo a una auténtica crisis de la libertad. Según Byung-Chul Han, este poder inteligente podría detectar incluso patrones de comportamiento del inconsciente colectivo que otorgarían a la psicopolítica un control ilimitado. Nuestro futuro dependerá de que seamos capaces de servirnos de lo inservible, de la singularidad no cuantificable y de la idiotez –dice incluso– de quien no participa ni comparte.